# Bataille de Fismes et Fismette
Première Guerre mondiale
Batailles
Front d'Europe de l’Ouest
- Liège (8-1914)
- Namur (8-1914)
- Frontières (8-1914)
- Anvers (9-1914)
- Grande Retraite (9-1914)
- Marne (9-1914)
- Course à la mer (9-1914)
- Yser (10-1914)
- Messines (10-1914)
- Ypres (10-1914)
- Givenchy (12-1914)
- 1re Champagne (12-1914)
- Hartmannswillerkopf (1-1915)
- Neuve-Chapelle (3-1915)
- 2e Ypres (4-1915)
- Colline 60 (4-1915)
- Artois (5-1915)
- Festubert (5-1915)
- Quennevières (6-1915)
- Linge (7-1915)
- 2e Artois (9-1915)
- 2e Champagne (9-1915)
- Loos (9-1915)
- Verdun (2-1916)
- Redoute Hohenzollern (3-1916)
- Hulluch (4-1916)
- 1re Somme (7-1916)
- Fromelles (7-1916)
- Arras (4-1917)
- Vimy (4-1917)
- Chemin des Dames (4-1917)
- 3e Champagne (4-1917)
- 2e Messines (6-1917)
- Passchendaele (7-1917)
- Cote 70 (8-1917)
- 2e Verdun (8-1917)
- Malmaison (10-1917)
- Cambrai (11-1917)
- Bombardements de Paris (1-1918)
- Offensive du Printemps (3-1918)
- Lys (4-1918)
- Aisne (5-1918)
- Bois Belleau (6-1918)
- 2e Marne (7-1918)
- 4e Champagne (7-1918)
- Château-Thierry (7-1918)
- Le Hamel (7-1918)
- Amiens (8-1918)
- Cent-Jours (8-1918)
- 2e Somme (9-1918)
- Bataille de la ligne Hindenburg
- Meuse-Argonne (10-1918)
- Cambrai (10-1918)

Front italien
Front d'Europe de l’Est
Front des Balkans
Front du Moyen-Orient
Front africain
Bataille de l'Atlantique
La bataille de Fismes et Fismette était une bataille qui s'est déroulée à Fismes en France pendant la Première Guerre mondiale, du 3 août au 1er septembre 1918, à la fin de la deuxième bataille de l'Ourcq et de la bataille de la Marne.

## Emplacement
Fismes est une petite commune du département de la Marne située dans l'ancienne région Champagne-Ardenne, dans l'actuelle région Grand Est. Elle est traversée par la Vesle et est reliée au hameau de Fismette par un pont commémoratif. Ce pont commémore les sacrifices consentis par les "sammies" de la 28e division d'infanterie américaine ("Keystone")  qui se sont battus pour libérer la région pendant la Première Guerre mondiale .

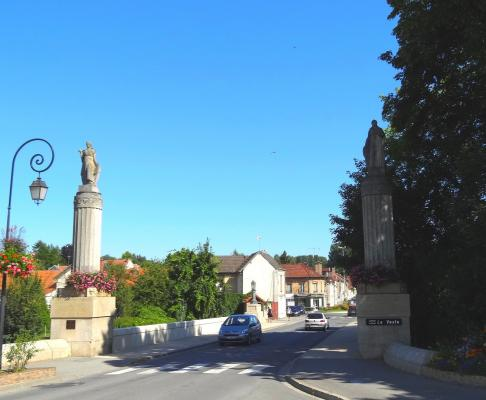
Pont commémoratif rendant hommage aux soldats de la 28^{ème} division tombés au combat à Fismes.

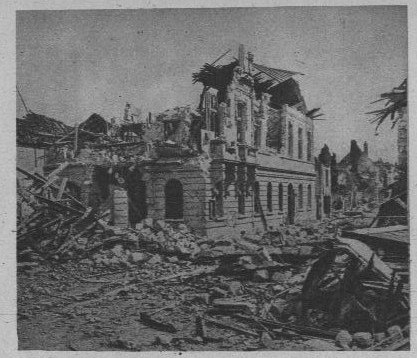
Ruines, en 1918, de la mairie de Fismes.

## Bataille
La deuxième bataille de la Marne fut la dernière attaque majeure allemande sur le front occidental au cours de la Première Guerre mondiale. Son objectif était de mettre fin au conflit et Erich Ludendorff (quartier-maître général), estimait qu'une attaque menée par la Flandre donnerait à l'Allemagne la victoire finale dont il avait besoin. Pour cacher ses véritables intentions, Luddendorff organisa une vaste attaque de diversion le long de la Marne.

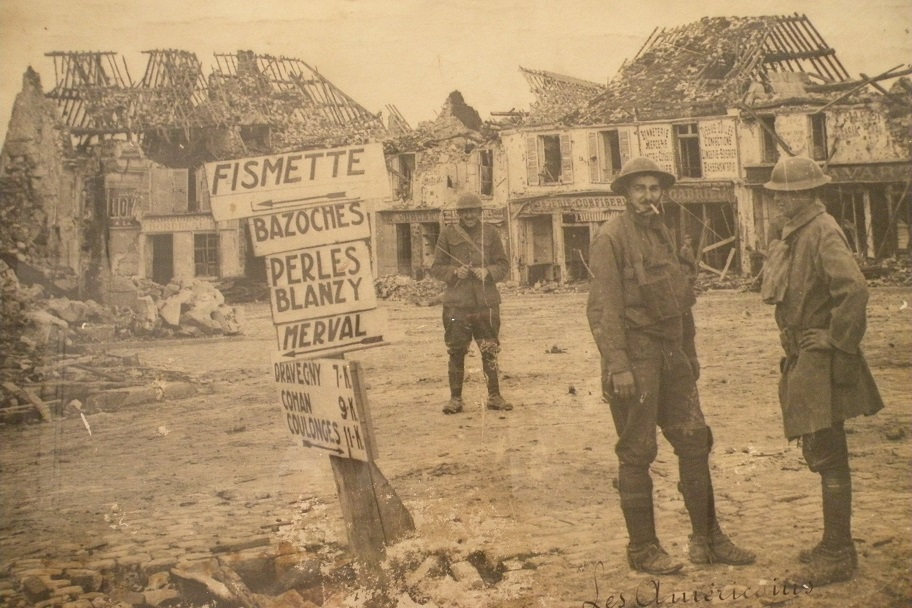
Les troupes américaines à Fismette vers 1918.

Les Allemands n'ont pas réussi à percer la ligne alliée et ont reçu l'ordre de se retirer le 20 juillet. Le 22 juillet, la 7e allemande (7e Armee Oberkommando) avait établi une nouvelle ligne allant de la partie supérieure de l'Ourcq à Marfaux. Mais elle avait été obligée de se replier à nouveau pour s'installer le 3 août sur les rives de la Vesle. Là, ils ont préparé une nouvelle position défensive dans l’Aisne.
Les rives de la Vesle constituaient le nouveau front : au nord, les forces allemandes Wichura et au sud, le 3e corps américain, qui avait remplacé le 1er corps d'armée.
Les deux premiers jours de la bataille, la 32e division américaine perdit 2 000 hommes dans ses efforts pour traverser la rivière Vesle et atteindre Fismes. Cette division est relevée par la 28e division d'infanterie. Pendant un mois, la bataille se poursuivit dans les quartiers entourant Fismes et Fismette.

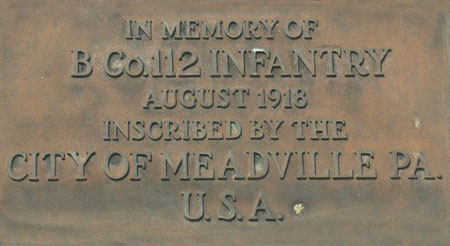
Plaque sur l'hôtel de ville en l'honneur de la 28^{ème} division.

La bataille de Fismes et Fismette est unique dans l'histoire de la Première Guerre mondiale en raison de la violence extrême ; des combats de rue, de la présence d'attaques de troupes d'assaut et de lance-flammes.
Tout cela a abouti à la destruction totale de Fismes (environ 90%), plus que dans la région voisine de Reims. En l'espace d'un mois, Fismes sera perdu et gagnée cinq fois par les forces alliées.
À la fin de la bataille entre les deux pays engagés, la compagnie B du 112e régiment d’infanterie de Meadville, qui comptait 151 membres affectés au service de la France, a perdu dix soldats et compte 48 blessés. Les survivants formaient un groupe qui sera à jamais lié. Ce groupe s'appelait "Last Man Society" (société du dernier homme en français), formée par le lieutenant colonel R. Bruce Campbell et Fredrick L. Pond. Le nom de ce groupe a par la suite été changé en "Société de Fismes" en 1948 pour indiquer le lien du groupe avec la ville en France. Ce groupe devait se réunir régulièrement en souvenir de leurs efforts et le dernier homme du club devait boire une bouteille de vin qui était Barton & Guestier "Royal Purple Burgundy" rapporté de France par le lieutenant Pond. Ignatius Joseph Maggio était le dernier membre de la Société. Il est décédé le 12 mai 1995 à l'âge de 100 ans. Il décida de ne pas ouvrir la bouteille, préférant la laisser fermée. Elle réside maintenant dans l'édifice de la ville de Meadville, scellé et intact.

## Mémorial
Le site commémoratif de Fismes est situé le long de la Vesle, près du pont commémoratif construit avec l'aide de l'État de Pennsylvanie. La bataille de Fismes et Fismette survenue pendant la Première Guerre mondiale, a suscité une amitié durable entre la ville de Fismes et les États-Unis, en particulier l'État de Pennsylvanie. Les objectifs principaux de ce mémorial sont de commémorer les sacrifices des soldats et de renforcer les liens qui unissent Fismes et les États-Unis, en particulier à l’État de Pennsylvanie.
Le mémorial est composé de quatre panneaux extérieurs visibles au public. Chaque panneau affiche une représentation différente de Fismes pendant la Première Guerre mondiale, son assistance et sa libération par des soldats américains de la 28e division d'infanterie. Le mémorial a été officiellement inauguré le 15 septembre 2018.